# Érymanthe (fils d'Apollon)
Pour les articles homonymes, voir Érymanthe.
Érymanthe (en grec ancien : Ἐρύμανθος signifiant « fleur de printemps » ou « fleuri au printemps ») est, dans la mythologie grecque, un fils du dieu Apollon. Il est essentiellement connu par son infortune : il aurait surpris la déesse de l'amour, Aphrodite, pendant qu'elle prenait son bain. Furieuse, elle le frappa de cécité. D'après une tradition attestée tardivement, c'est cet incident qui provoqua la mort d'Adonis, le favori de la déesse : Apollon en voulut à Aphrodite et, pour venger son fils, se changea en sanglier et tua Adonis en le chargeant pendant qu'il était à la chasse.
Cette version de la mort d'Adonis diffère de la version la plus courante, où c'est Arès, l'amant attitré d'Aphrodite, qui, par jalousie, se transforme en sanglier pour tuer Adonis.
Selon diverses traditions, le mont Érymanthe et la rivière homonyme, en Arcadie, devraient leur nom au fils d'Apollon. Selon Pierre Chuvin, « la cécité d'Érymanthos ne peut être qu'une tradition arcadienne ».

## Sources antiques
- Ptolémée Héphaistion[4], Histoire nouvelle, I (chez Photius, no 190, p. 147 a).